# دم‌خاری سیاه
دم‌خاری سیاه (نام علمی: Telacanthura melanopygia) گونه‌ای بادخورک از خانواده بادخورکان است. در آنگولا، کامرون، جمهوری آفریقای مرکزی، جمهوری کنگو، جمهوری دموکراتیک کنگو، ساحل عاج، گابن، غنا، لیبریا، نیجریه و سیرالئون یافت می‌شود.